# Souvrství Foremost

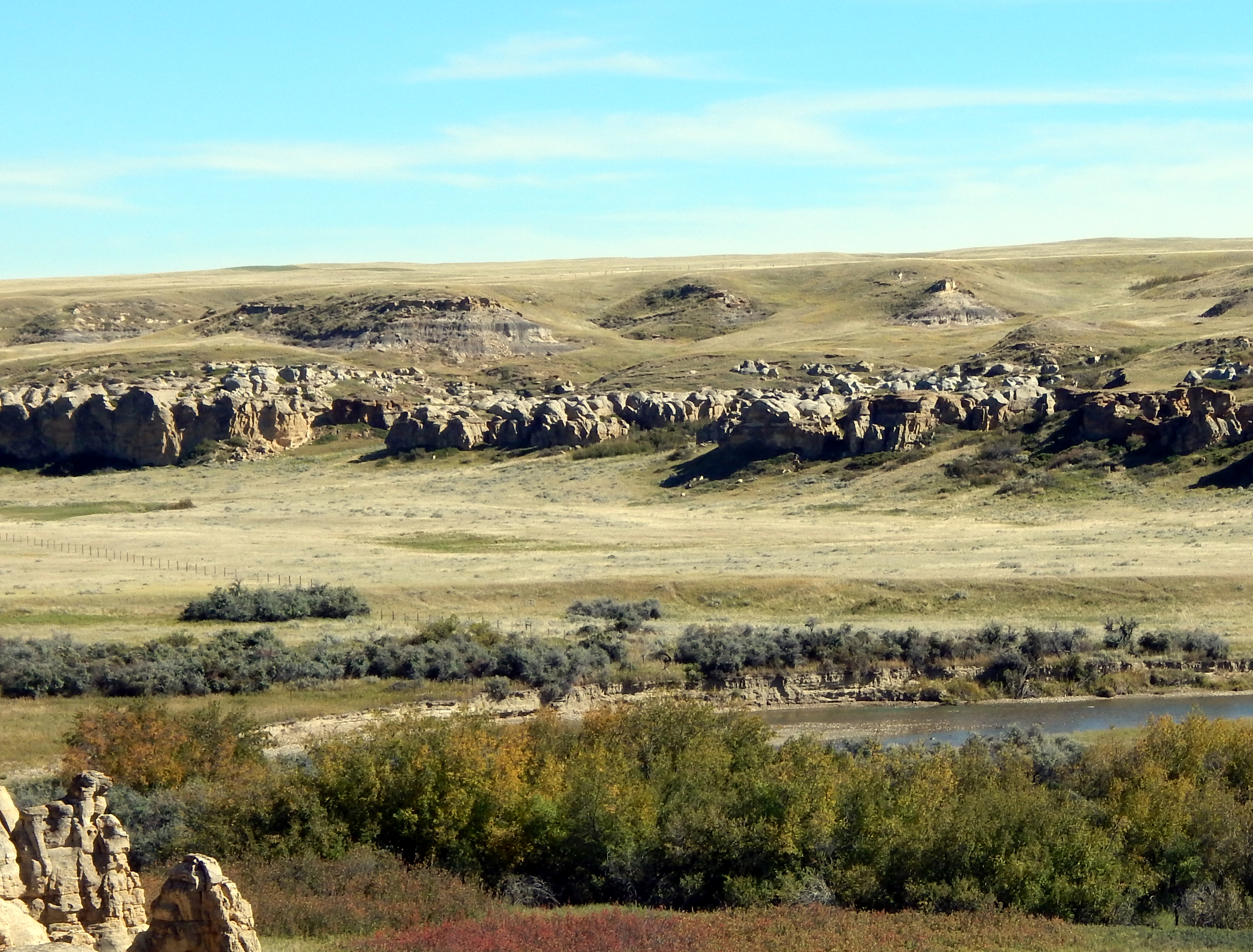
Výchozy souvrství Foremost.

Souvrství Foremost je geologické souvrství na území kanadské provincie Alberta. Sedimenty mají stáří 78,5 až 77,5 milionu let (geologický věk kampán, svrchní křída) a představují jedny z nejbohatších fosilních lokalit pro objevy druhohorních dinosaurů, spolu s jen o trochu mladšími souvrstvími Oldman a Dinosaur Park. Významné jsou však také vzácné objevy jantaru se zachovaným křídovým hmyzem (například ze skupiny blanokřídlí).

## Charakteristika

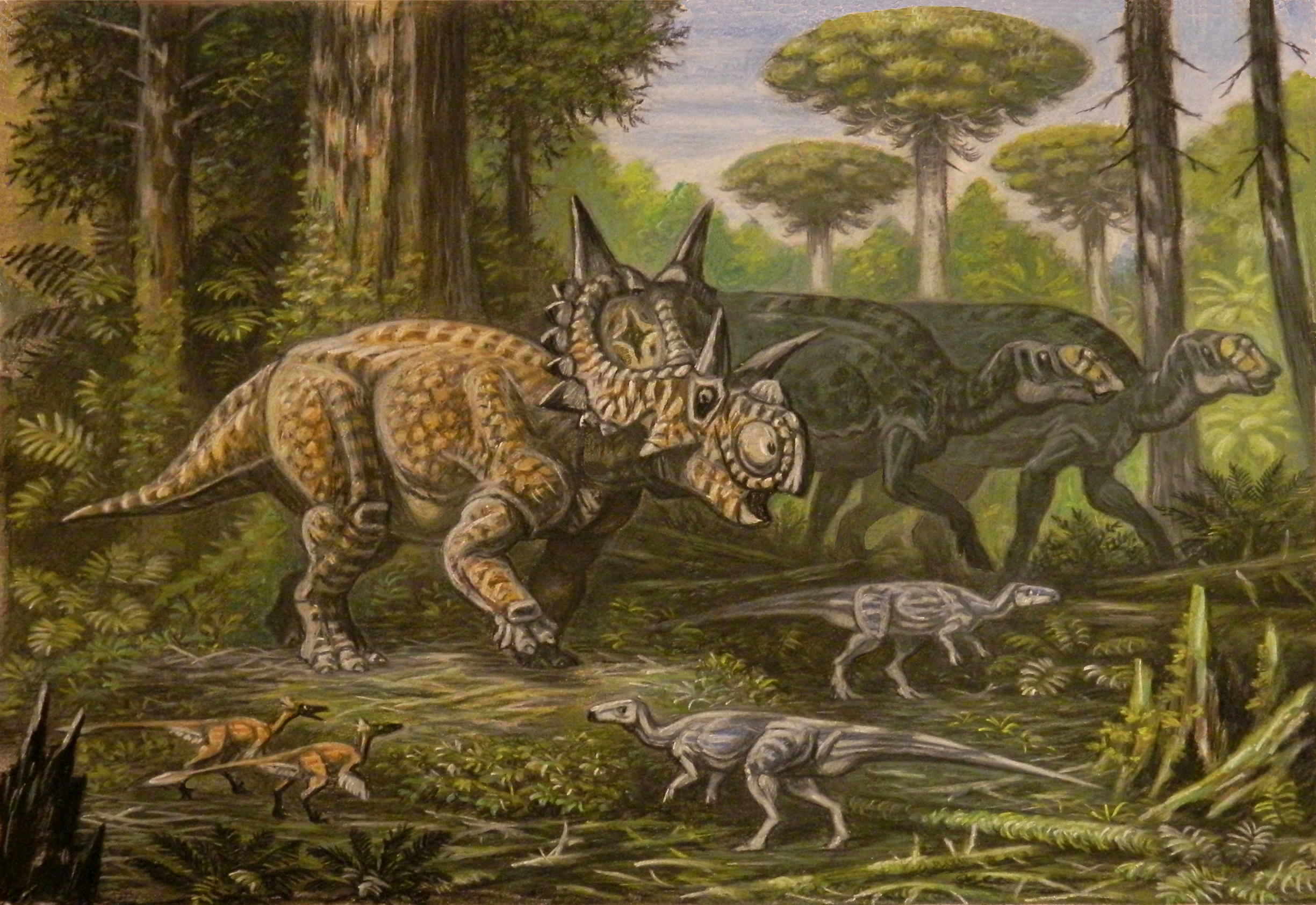
Xenoceratops a jeho současníci v ekosystémech souvrství Foremost.

Toto geologické souvrství je tvořeno převážně pískovci a prachovci, v menší míře pak jílovci, břidlicí a uhlím. Mocnost souvrství činí napříč jednotlivými lokalitami asi 100 až 170 metrů. Tuto geostratigrafickou jednotku pojmenoval jako první D. B. Dowling v roce 1915, a to podle malého města Foremost v Albertě.

## Seznam popsaných druhů dinosaurů
Ceratopsia
- Xenoceratops foremostensis

Ornithopoda
- Gryposaurus sp.
- Thescelosaurus sp.

Pachycephalosauria
- Colepiocephale lambei
- Stegoceras sp.

Theropoda
- Dromaeosaurus sp.
- Hesperornis cf. regalis
- Paronychodon sp.
- Richardoestesia sp.
- Saurornitholestes sp.[7]
- Thanatotheristes degrootorum[8]